# L'Épée du châtiment
Pour plus de détails, voir Fiche technique et Distribution.
L'Épée du châtiment (Una spada nell'ombra) est un film de cape et d'épée italien réalisé par Luigi Capuano et sorti en 1961.

## Synopsis
Une querelle entre les familles Della Rocca et Altavilla entrave l'amour de deux jeunes gens.

## Fiche technique
- Titre français : L'Épée du châtiment[1]
- Titre original italien : Una spada nell'ombra (litt. « Une épée dans l'ombre »)[2],[3]
- Réalisateur : Luigi Capuano
- Scénario : Gino De Sanctis (it), Sergio Sollima
- Photographie : Carlo Bellero (it)
- Montage : Jolanda Benvenuti (it)
- Musique : Michele Cozzoli
- Décors : Alfredo Montori (it)
- Production : Fortunato Misiano
- Société de production : Romana Film (it)
- Pays de production :  Italie
- Langue originale : italien
- Format : couleurs par Eastmancolor - 2,35:1 - Son mono - 35 mm
- Durée : 95 minutes
- Genre : film de cape et d'épée
- Dates de sortie :
  - Italie : 9 mai 1961
  - France : 13 février 1963

## Distribution
- Tamara Lees : Comtesse Ottavia della Rocca
- Livio Lorenzon : Capitaine Mellina
- Gabriella Farinon (sous le nom de « Gaby Farinon ») : Lavinia
- Mario Valdemarin : Fabrizio
- Germano Longo : Bras
- Pina Cornel : Iolanda
- Gianni Rizzo : Giorgio
- Lydia Johnson : Marta
- Loris Gizzi : Oncle Roger
- Gianni Solaro : Capitaine des gardes
- Diego Michelotti : Fabio
- Tullio Altamura : Duc Ercole Altavilla
- Ugo Sasso : Serviteur de Baccio
- Gianni Baghino : Gitan
- Ignazio Balsamo : Gitan
- Piero Pastore Garde
- Luciano Bonanni : Gitan bègue